# Korrespondenz Hoffmann
Die Korrespondenz Hoffmann, auch Correspondenz Hoffmann (Kürzel: CH), war eine Nachrichtenagentur in München, die von 1867 bis 1933 bestand. Durch ihre besondere Nähe zum bayerischen Königshof und zur Staatsregierung galt sie als halbamtlich oder regierungsoffiziös. Sie gehörte seit 1897 zum Unternehmen Süddeutsches Korrespondenzbüro (SDK) in München, welches wiederum eine Tochtergesellschaft der halbamtlichen Agentur Wolffs Telegraphisches Bureau (WTB) in Berlin war. Zahlreiche Zeitungen Bayerns zitierten die Korrespondenz täglich als Quelle, darüber hinaus waren die Nachrichten durch den WTB-Verbund reichsweit als auch im nahen Ausland, insbesondere Österreich-Ungarn und der Schweiz, verbreitet.

## Geschichte

### Der Gründer und die Anfangsjahre
Gegründet wurde der Dienst von dem Lehrer Georg Hoffmann (* 1828 in Neudorf (Schauenstein), Oberfranken; † 1. August 1872 in Marburg). Hoffmann war Lehrer, später Rektor der Lateinschule in der oberfränkischen Marktgemeinde Thurnau (Landkreis Kulmbach). Seine ersten Veröffentlichungen waren ab 1853 Aufsätze zu Pädagogik und Schulgeschichte in Schuljahresberichten.
Er wechselte an die Königliche Studienanstalt (heute Gymnasium Christian-Ernestinum) im oberfränkischen Bayreuth. Neben dem Schuldienst war der sportbegeisterte Hoffmann Gründungsvorsitzender (1861–62) des Turnvereins Bayreuth (später Bayreuther Turnerschaft) und gehörte zum Vorstand des Bayerischen Turnerbundes. Im Oktober 1862 wurde er Gründer und verantwortlicher Redakteur der Sportverbandszeitschrift Blätter für die Angelegenheiten des Bayerischen Turnerbundes, die in Bayreuth als Organ für das gesamte bayerische Turnwesen erschien. Diese Tätigkeit als Sportfunktionär hatte politische Bedeutung und sollte für seine Karriere wichtig sein. Turnvereine galten immer noch als Keimzellen für liberal–demokratisches, antimonarchisches oder sogar sozialdemokratisches Gedankengut. Sie wurden von Polizei und Behörden genau beobachtet. Offenbar gewann der Vorstand Hoffmann das Wohlwollen des Innenministeriums, weil er den Turnerbund in gemäßigten, Staat und Krone gegenüber loyalen Bahnen hielt. Hoffmanns Gegner vermuteten, dass hier die enge Beziehung zur Staatsregierung begann, die ihn für sein Wohlverhalten belohnte und förderte.
In Bayreuth veröffentlichte er 1863/64 das Buch Grundlinien des Religions-Unterrichts in den unteren und mittleren Klassen der deutschen Volksschulen. Ein Wechsel an eine städtische Schule in Nürnberg scheiterte, weil das eher liberal eingestellte Gemeindekolleg das Buch und seinen Autor als zu konservativ ablehnte und verhinderte, dass der Magistrat Hoffmann einstellte. Dies dürfte Hoffmann jedoch positiv bei den Innenbehörden positioniert haben.
Im April 1864 wechselte Hoffmann an die Königliche Studienanstalt Zweibrücken (damals zur Provinz Pfalz (Bayern), heute Rheinland-Pfalz). Im Januar 1866 erhielt er bei fortgesetzten Bezügen sechs Monate Urlaub, der zu mehreren Jahren werden sollte. Er wurde in das „Berichtigungs-Bureau“ des Ministeriums des Innern in München berufen. Dieses war ein Vorläufer des Presseamts der Regierung. Es war indirekt ein Instrument der Zensur, sollte aber vor allem im Sinne von Public Relations eine positive Beeinflussung der Zeitungsredaktionen gewährleisten.
1867 gründete Georg Hoffmann, offenbar weiterhin beim Innenministerium beschäftigt und mit Bezügen als freigestellter Lehrer, als privates Unternehmen die Hoffmann’sche Correspondenz, die später Correspondenz Hoffmann, dann Korrespondenz Hoffmann genannt wurde. Sie lieferte nachrichtlichen Rohstoff für Zeitungsredaktionen. Dieser Pressedienst wurde von einem handschriftlichen Original, das mit autographischer Tinte auf Spezialpapier geschrieben wurde und pro Ausgabe mehrere Meldungen enthielt, im Umdruckverfahren (Autographie bzw. Lithographie) vervielfältigt und anschließend per Post oder Kurier in die Redaktionen ausgeliefert. Zum Einsatz kamen Rau (1939) zufolge anfangs zwei Pressen, eine Zinkdruckpresse und eine Steindruckpresse. Zunächst abonnierten 18 Zeitungen Hoffmanns Dienst, der täglich erschien und zunächst 2 Gulden monatlich; 1868 hatte Hoffmann 40 Zeitungen als Kunden und verlangte bis zu 5 Gulden, gab einigen Redaktionen jedoch günstigere Konditionen. In späteren Jahren wurde das Original mit Schreibmaschinen und weiteren Druckverfahren sowie Telefondienst, telegraphische Ferndrucker und Fernschreiber hinzu.
Die Herausgabe geschah, so der Pressehistoriker Heinrich Wuttke, „im Einvernehmen mit der Regierung“. Es war völlig offensichtlich, dass die Korrespondenz offiziös war, und so wurde sie in vielen Redaktionen auch benannt – auch wenn das zum Teil verdeckt werden sollte. Der liberale Fränkische Kurier (Nürnberg) berichtete über die „erst seit Kurzem in München erscheinende lithographierte Korrespondenz Hoffmann, deren Entstehen nach unserem Bedünken gewissen preßbureaulichen Anregungen des Ministeriums des Innern nicht ferne steht“. Die regierungskritische katholisch-konservative Münchner Zeitung Der Volksbote für den Bürger und Landmann machte sich 1867 lustig über „die offiziöse und nicht offiziös seyn sollende ,Korrespondenz Hoffmann“.
Die Korrespondenz profitierte davon, dass die Regierung 1869 den Vertrag mit ihrem wichtigsten Rivalen löste, der Süddeutschen Presse, einer Münchner Tageszeitung des Verlegers Julius Fröbel. Der bayerische Staatsminister des Innern im Landeskabinett Hohenlohe, Winfried Hörmann von Hörbach, entschied sich – so sein offenes Statement im Landtag – gegen ein staatlich finanziertes, amtliches Regierungsblatt als Verlautbarungsorgan. Ein solches wurde erst wieder 1912 mit der Bayerischen Staatszeitung gegründet. Dagegen entschied sich Hörmann bewusst für die Weiterführung des Vertrags mit der Korrespondenz Hoffmann. Er betonte aber die Selbstbeschränkung dahingehend, dass „die officiöse Hoffmann’sche Correspondenz […] in der Regel nur zu kleinen factischen Mittheilungen benützt wurde“.
Die Person Hoffmann und ihre besonders enge Kommunikationsbeziehung zu Hof und Kabinett wurde öffentlich genau beobachtet. Es erregte etwas Aufsehen, dass der immer noch beurlaubte Zweibrücker Lehrer Hoffmann zum außerordentlichen Gymnasial-Professor („extra statum“) ernannt wurde. Im August 1871 wurde er zum ordentlichen Gymnasial-Professor (in statum) ernannt und an die Königliche Studienanstalt Schweinfurt versetzt. Offiziell kehrte er auf eigenen Wunsch auf einer festen Planstelle ins Lehramt zurück.
Dem ging eine Vertrauenskrise und ein Zerwürfnis zwischen Georg Hoffmann und Regierung im März 1871 voraus. Deren Folge war, dass die Korrespondenz öffentlich mitteilte, dass sie vom 1. April 1871 an nicht mehr als offiziös, sondern regierungsunabhängig erscheinen werde. Die Ursache war das Vorgehen Hoffmanns bei der im März 1871 anstehenden ersten Reichstagswahl. Einer Darstellung im Volksboten zufolge schrieb Hoffmann alle Wahlleiter (Wahlkommissare) in den 48 bayerischen Wahlkreisen an und forderte sie auf, ihm die eingehenden Ergebnisse zu telegraphieren. Er unterzeichnete als „Herausgeber der ,ministeriellen‘ Korrespondenz Hoffmann“. Daraufhin verbot das Innenministerium den Wahlkommissaren förmlich die Zusammenarbeit mit Hoffmann.
Dass die Korrespondenz kein Regierungskanal mehr sein würde, stieß aber auf Skepsis. „Wer’s glaubt, wird seelig!“, kommentierte etwa Der freie Landbote. „Das Wievieltemal ist’s denn schon daß dieses Manöver gemacht wird?“ Tatsächlich änderte sich trotz des Vorfalls offenbar wenig an der Praxis, dass die Korrespondenz ständig exklusive Regierungsnachrichten verbreitete und damit eine Art Monopol genoss.
Georg Hoffmann erkrankte im Sommer 1871 an einem Nierenleiden. Er war nicht mehr in der Lage zu unterrichten. Zwar erhielt er die Stelle als Gymnasialprofessor in Schweinfurt, aber de facto wurde er von der Regierung in den Ruhestand versetzt. Eine Kur am Chiemsee war erfolglos. Er war ab Herbst monatelang bettlägerig, begab sich im Mai 1872 zu einer weiteren Kur nach Bad Wildungen (Fürstentum Waldeck), zog sich eine weitere Infektion zu und starb in einer Klinik in Marburg am 1. August 1872 mit nur 44 Jahren. Der Tod des Pädagogen, Publizisten und Sportfunktionärs wurde in zahlreichen Zeitungen Bayerns vermeldet.

### Nach der Gründerära
Schon beim Rückzug des Gründers 1871 war gemutmaßt worden, dass der nun fünf Jahre alte Pressedienst, von dem sich die Regierung distanziert hatte, erheblich an Wert verlieren und eingehen würde. Verbreitet wurde im August auch, dass die Korrespondenz an den zeitweiligen Mitarbeiter Dr. R. Pöhlmann, einem früheren Redakteur der Bayerischen Landeszeitung und Neuen Würzburger Zeitung, übergehe. Doch diese Nachricht wurde von Georg Hoffmans Bruder Christian ausdrücklich dementiert. Pöhlmann wurde stattdessen im Februar 1872 Chefredakteur des nationalliberalen Pfälzer Kuriers (Ludwigshafen). Georg Hoffmann hatte auch seinen Bruder Christian, selbst einst Lehrer, seit Jahren als Mitarbeiter beschäftigt und übertrug ihm die Leitung. Dieser konnte den Dienst daher nahtlos weiterführen, als der Gründer starb.
Zum 1. Januar 1883 schied Christian Hoffmann nach elf Jahren aus dem Unternehmen aus. 1891 verstarb Christian Hoffmann mit nur 58 Jahren.
Die Leitung übernahm 1883 Christoph Luthardt, zuvor Herausgeber der Münchner Politischen Correspondenz. Er wurde in Verzeichnissen als „Inhaber und Chefredakteur“ geführt, die Redaktion bestand jedoch offenbar zumindest zeitweise nur aus seiner Person. Er wurde 1885 ins Präsidium des Münchner Journalisten- und Schriftsteller-Vereins gewählt. Als Herausgeber begründete Luthardt 1881 das Parlamentshandbuch Almanach für den Bayerischen Landtag, welches ab 1894 als Parlamentarische Handbuch für Bayern neu aufgelegt wurde.
Im Königreich Bayern und später im Freistaat Bayern der Weimarer Republik blieb die Korrespondenz Hoffmann als offiziöser, halbamtlicher Nachrichtenkanal erhalten. Das Unternehmen hatte stets Konkurrenz. So wurden 1880 amtlich fünf Münchner Korrespondenzen gezählt, 1890 sieben.
Luthardt verkaufte das Unternehmen 1897 an das Süddeutsche Correspondenzbureau (SCB, auch: Süddeutsches Korrespondenzbüro).
Das genaue Gründungsdatum dieser regionalen Telegraphenagentur ist unklar. Es band sich wie andere regionale Nachrichtenbüros vertraglich an das schnell wachsende Berliner Wolffs Telegraphisches Bureau, mit dem es Nachrichten austauschte. WTB kaufte SCB 1860 auf, wobei der Name SCB immer erhalten blieb. Das Berliner Unternehmen integrierte die SCB-Zentrale in München 1869 als eigene Filiale, 1894 auch die Nürnberger Zweigstelle. Das SCB wurde zur bayerischen Regionalagentur des WTB. Es ist nicht zu verwechseln mit der ähnlich benannten Agentur Süddeutsches Korrespondenzbüro (auch: Süddeutsches Correspondenzbüro) in Stuttgart, das 1870 von Albert Treiber gegründet wurde und zum WTB-Büro in Stuttgart wurde. Formal wurde dieses erst 1911 von WTB übernommen.

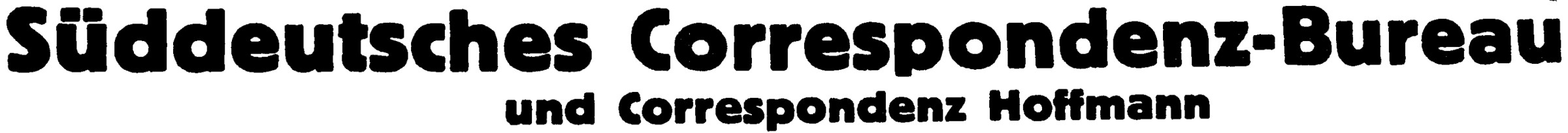
Signet des Unternehmens Süddeutsches Correspondenz-Bureau und Correspondenz Hoffmann auf einem Briefkopf, München 1926

So wie der etablierte Name SCB blieb auch der Name der angeschlossenen Korrespondenz Hoffmann erhalten. Meyers Großes Konversations-Lexikon führte die Korrespondenz 1909 in seinem Artikel über „Telegraphenbureaus“ an als „besonders für Münchener Hofnachrichten“ bedeutend.
1911 wurde Friedrich Bülow (1868–1937) Leiter des SCB und der Korrespondenz Hoffmann. Er war bis dahin seit 1896 Redakteur beim WTB gewesen. Die Münchner Stellung als Geschäftsführer und Direktor behielt er bis 1926.
Im Ersten Weltkrieg unterstand die Bayerische Armee zwar dem Kaiser als Oberbefehlshaber, aber sie war nach wie vor eine bayerische und auf den bayerischen König vereidigt. Das Königlich Bayerische Kriegsministerium kommunizierte über die SCB und seine Dienste. Wie alle Redaktionen waren sie umfassend der Militärzensur unterworfen.
Mit der Gründung der Bayerischen Staatszeitung 1912 verlor die Korrespondenz ihren Informationsvorsprung, da auch das Blatt direkt von den Ministerien und Behörden mit Nachrichten und Ansichten versorgt wurde. Nach der Revolution und in den bürgerkriegsähnlichen Wirren und der Münchner Räterepublik des Jahres 1919 hatte die Korrespondenz kurzzeitig einen Vorteil, weil das Zivilkabinett in Bamberg ihre Redaktion bediente, weil die Staatszeitung unter der Vorzensur der Räte stand. Unter den folgenden Regierungen war die Korrespondenz weiter nur ein offiziöser Kanal unter mehreren. Die Regierung baute nun wie andere Länder und die Reichsregierung eine Pressestelle und eine regelmäßige Pressekonferenz auf; die Korrespondenz und Staatszeitung sollten grundsätzlich wie alle anderen Medien auch behandelt werden. Hinzu kam: Da die Regierung nach 1920 von der Bayerischen Volkspartei (BVP) dominiert war, nutzten BVP-Politiker oftmals das Parteiorgan Bayerischer Kurier als bevorzugten Kanal. Trotzdem: Noch 1929 führte der Zeitungswissenschaftler Otto Groth die Korrespondenz Hoffmann als ein Beispiel für regierungsnahe, offiziöse Nachrichtenbüros auf. Er nannte sie als Beispiel neben der Deutsche Diplomatisch-Politische Korrespondenz, die für Außenminister Gustav Stresemann (DVP) wesentlich war, den Münchner Süddeutschen Zeitungsdienst, den Reichswehrminister Otto Geßler und die DDP benutzte, oder die Politisch-Parlamentarischen Nachrichten als offiziöser Kanal der SPD.
Um 1930 wurden Korrespondenz Hoffmann und die Süddeutsches Korrespondenzbureau GmbH von H. W. Günther geführt.
1933 setzten die Nationalsozialisten rasch eine Zentralisierung aller Agentur- und Korrespondenzdienste durch. Als Teil des SCB und damit des WTB wurde die Korrespondenz Hoffmann ein Opfer der Fusion von WTB und Alfred Hugenbergs Telegraphen-Union (TU) zum Deutschen Nachrichtenbüro (DNB). Die zentrale Presselenkung erfolgte unter anderem in der Berliner Pressekonferenz durch das Reichsministerium für Volksaufklärung und Propaganda und seine Gau-Zweigstellen.
Der Pressehistoriker Jürgen Wilke, der sich intensiv mit frühen Nachrichtenagenturen beschäftigt hat, konstatierte 1991: „Außer ihrem Namen ist von dieser Agentur fast nichts bekannt“. Daran hat sich bisher nur wenig geändert. Bis heute liegt keine wissenschaftliche Untersuchung der Korrespondenz Hoffmann oder des SCB vor.

## Mitarbeiter
- Friedrich Bülow, Redaktionsleiter 1911–1926
- H. W. Günther, Redaktionsleiter um 1930
- Christian Hoffmann, Bruder des Gründers, Inhaber und Herausgeber 1871/72–1883
- Georg Hoffmann, Gründer, Inhaber und Herausgeber 1867–1871/72
- Christoph Luthardt, Inhaber und Chefredakteur 1883–1897
- R. Pöhlmann, Redakteur um 1870
- Adolf Rapp, Redakteur 1900–1915 h. „Silbernes Journalistenjubiläum“.[44]

## Digitalisierte Sammelausgaben
Die ersten Jahrgänge wurden vom Münchener Digitalisierungszentrum (MDZ) gescannt und sind teilweise bei GoogleBooks verfügbar. Es handelt sich um Sammelbände der handschriftlichen Mitteilungen, die autographiert (lithographiert), also im Umdruckverfahren, in die Redaktionen versandt wurden.
- Hoffmann'sche Correspondenz Band 1, Ausgaben 174–241, 1870 [Digitalisat]
- Hoffmann'sche Correspondenz Band 2, Ausgaben 242–308, 1870 [Digitalisat]
- Hoffmann'sche Correspondenz Band 3, Ausgaben 1–77, 1871